# ジョリーブティック
ジョリーブティック（Jolly Boutique）は、アパレルメーカーの株式会社ジョリーブティック（本社：東京都港区北青山2-10-24）が展開するセレクトショップのひとつ。

## 概要
2004年6月に立ち上がった女性向けアパレルのセレクトショップ。名前の由来は、おしゃれが大好きな女の子「ジョリーちゃん」のクローゼットをイメージしたところから。
メインラインの"Jolly Days"、ガーリー・キュート・スポーティーをキーワードにした妹ライン"JB Girl"、ルーズでコンフォタブルな新ライン"YOUU"の3ブランドを中心に展開している。
過去最大の26ブランドが参加した第8回東京ガールズコレクション（2009年3月12日）に参加し、モデルの佐々木希がジョリーブティックのワンピースを着用したことで話題となった。

## コンセプト
ストアがターゲットとするのは20代～30代の女性。カジュアルな洋服ばかりではなく、仕事にも着て行けるアイテムまで取り揃えた商品ラインナップの豊富さが様々な年代に受け入れられている。数あるアイテムの中でも特にワンピースが人気である。

## 取扱いブランド

### プライベートブランド
- Jolly Days
- JB Girl
- LYDIE
- Youu （2009S/Sより展開）

### 海外ブランド
- Free People
- Manoush
- Touch Luxe
- Santi

### 国内ブランド
- Nina Mew
- Munich
- Gemistic